# Hinrich Hahr
Hinrich (Henrik) Hahr, född 18 augusti 1693 i Klein Markow, Mecklenburg, Tyskland, död 12 juni 1747 i Stockholm, var en svensk grosshandlare och politiker.

## Biografi
Hinrich Hahr var son till Jürgen Thomasson Haar (1665–1732) och Eva Hinrichsdotter Westphal (1672–1740) samt från 1723 gift med Anna Kristina Küsel (1704–1778), dotter till grosshandlaren Simon Fredrik Küsel (1669–1742). Hahr var far till 14 barn, bland andra Henrik Wilhelm Hahr, Jacob Hahr och Gottfrid Hahr.
Hahr flyttade till Sverige 1715 och var under något år anställd vid ett handelshus i Göteborg innan han flyttade vidare till Stockholm 1717 där han var anställd hos grosshandlaren Simon Fredrik Küsel 1717–1719. Han startade 1720 en egen verksamhet och blev kramhandlare där han från 1725 kom att i samarbete med sin svärfar exportera tjära till London samt järnvaror till Riga och Lübeck. Från 1730 nämns han i handlingarna som grosshandlare. Hahrs import av kramvaror utbyttes till följd av ett införselförbud från 1735 mot framför allt import av spannmål från Ryssland samt salt från Sardinien och Portugal. Han blev 1744 delägare i ett sockerbruk på Lilla Nygatan. Enligt bevillningstaxeringen nådde Hahr dock aldrig längre än till platssiffran 33 bland Stockholms 83 grosshandlare. 
Som politiker kom Hahr liksom sin svärfar att tillhöra ett mot köpmannaaristokratin oppositionellt borgerligt mellanskikt. Som representant för detta blev Hahr liksom sin vän Wilhelm Grubb och Herman Grevesmühl riksdagsman 1731. Han kunde inte väljas om till riksdagsfullmäktige eftersom det under 1731 kom en förordning om att endast infödda svenskar kunde bli riksdagsmän för borgarståndet. Han blev däremot aktiv inom Stockholms kommunalpolitik där han länge var verksam i oppositionen mot hattarna. Under åren 1727–1735 var han kapten vid borgerskapets infanteri och 1735–1746 en av de tre föreståndarna för spinnhuset på Långholmen samt 1743–1747 kyrkvärd i stadens tyska församling. 
Hahrs arv vid svärfaderns frånfälle 2 november 1742 kom med fråndragning av en skuld enligt en revers att belöpa sig till 13 751 daler kopparmynt. Lånet hos svärfadern sammanfaller i tiden med att Hahr köpte en fastighet på Västerlånggatan 66. 
Hinrich Hahr fick sitt sista vilorum i släkten Küsels familjegrav i Maria kyrka.